# Alegeri locale în județul Argeș, 2020

## Rezultate

### Primaria Pitesti
| candidat            | partid   | nr. voturi | % |
| ------------------- | -------- | ---------- | - |
| Ionut Mosteanu      | USR-PLUS |            |   |
| Sorin Apostoliceanu | PNL      |            |   |
| Cristian Gentea     | PSD      |            |   |
| Liviu Stancu        | Pro RO   |            |   |
| Cristian Popescu    | PPU-SL   |            |   |
| Gabriel Zidaru      | ALDE     |            |   |

### Consiliul local Pitesti
| partid                                                 | nr. voturi | % | mandate |
| ------------------------------------------------------ | ---------- | - | ------- |
| USR-PLUS                                               |            |   |         |
| PNL                                                    |            |   |         |
| PSD                                                    |            |   |         |
| Pro RO                                                 |            |   |         |
| ALDE                                                   |            |   |         |
| PPU-SL                                                 |            |   |         |
| PMP                                                    |            |   |         |
| PNTCD                                                  |            |   |         |
| PER                                                    |            |   |         |
| PRR Arhivat în 26 septembrie 2020, la Wayback Machine. |            |   |         |

### Campulung
| candidat         | partid   | nr. voturi | % |  | nr. voturi | % | mandate |
| ---------------- | -------- | ---------- | - |  | ---------- | - | ------- |
| Elena Lasconi    | USR-PLUS |            |   |  |            |   |         |
| Liviu Taroiu     | PSD      |            |   |  |            |   |         |
| Nicolae Zaharia  | PNL      |            |   |  |            |   |         |
| Marian Radulescu | Pro RO   |            |   |  |            |   |         |
| Florin Bivol     | ALDE     |            |   |  |            |   |         |

### Consiliul judetean
| partid   | voturi | % |  | voturi | % | mandate |
| -------- | ------ | - |  | ------ | - | ------- |
| USR-PLUS |        |   |  |        |   |         |
| PNL      |        |   |  |        |   |         |
| PSD      |        |   |  |        |   |         |
| Pro RO   |        |   |  |        |   |         |
| PMP      |        |   |  |        |   |         |
| ALDE     |        |   |  |        |   |         |
| AD       |        |   |  |        |   |         |
| PPU-SL   |        |   |  |        |   |         |